# Bridget Carleton
Bridget Carleton (Chatham-Kent, 22 maggio 1997) è una cestista canadese, professionista nella WNBA.

## Carriera
È stata selezionata dalle Connecticut Sun al secondo giro del Draft WNBA 2019 (21ª scelta assoluta).
Con il Canada ha disputato i Giochi olimpici di Tokyo 2020, due Campionati mondiali (2018, 2022) e due edizioni dei Campionati americani (2017, 2019).